# Aeródromo de Morargil

i7
i11
i13
Das Aeródromo de Morargil (ICAO-Code: LPMO) ist ein portugiesischer Flugplatz im Kreis Ponte de Sor. Er wird ausschließlich von Sport- und Privatflugzeugen genutzt und verfügt über eine asphaltierten Start- und Landebahn. 
Der Name des Flugplatzes ist eine Zusammensetzung der Namen der angrenzenden Gemeinden Mora und Montargil.
Der Flugplatz wurde in den 1960er Jahren als unbefestigte Piste von einem deutschen Besitzer eines nahe gelegenen Hotels gebaut. Im Laufe der Jahre wurde die Start- und Landebahn mit einer Länge von 1.200 Meter asphaltiert, Hangars und Stellplätze für Kleinflugzeuge erstellt und durch die portugiesische Luftfahrtbehörde INAC (Instituto Nacional de Aviação Civil) als Sonderlandeplatz zertifiziert. Der Flugplatz ist unkontrolliert, An- und Abflüge werden durch das PPR-Verfahren geregelt.